# Prinses Amaliahaven
De Prinses Amaliahaven is een containerhaven op de Rotterdamse Tweede Maasvlakte. De haven ligt naast een 380 kV hoogspanningsstation en heeft een lengte van 5,76 km. De haven is vernoemd naar Prinses Catharina-Amalia. Op 22 februari 2021 werd bekend dat de uitbreiding van de haven met 2,4 km aan havenkademuren werd aanbesteed.